# Португальський реал

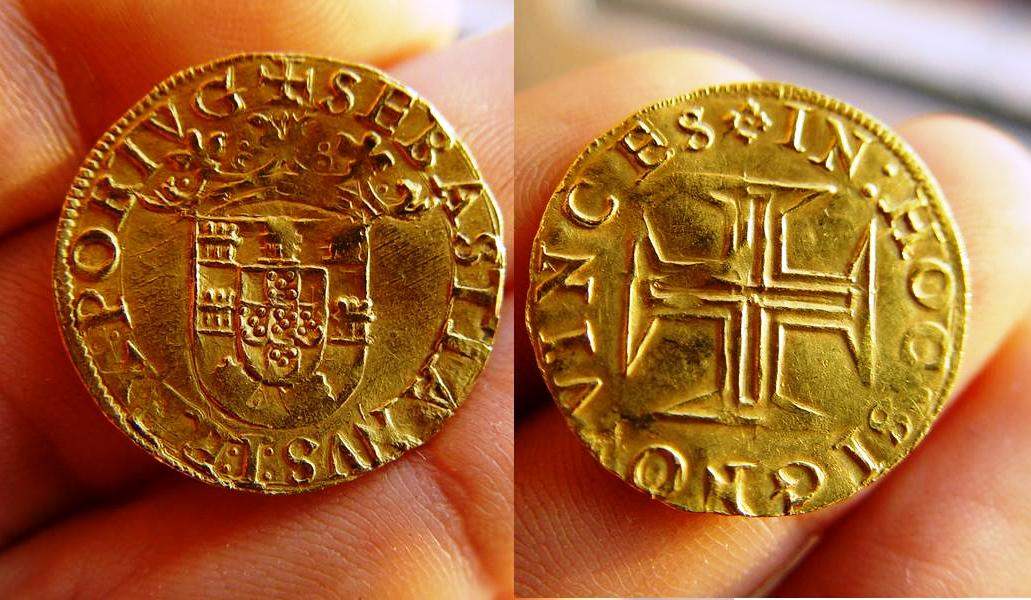
Золота монета 500 реалів короля Себаштіана (1557—1578).

Португальський реал (Real, що означає «королівський», у множині: réis) — одиниця валюти Португалії приблизно з 1430 до 1911 року. Він замінив дінейру з розрахунку 1 реал = 840 дінейру і сам був замінений ескудо (в результаті революції 1910 р.) з розрахунку 1 ескудо = 1000 реалів. У 2002 році ескудо було замінено на євро за курсом 1 євро = 200,482 ескудо.

## Історія

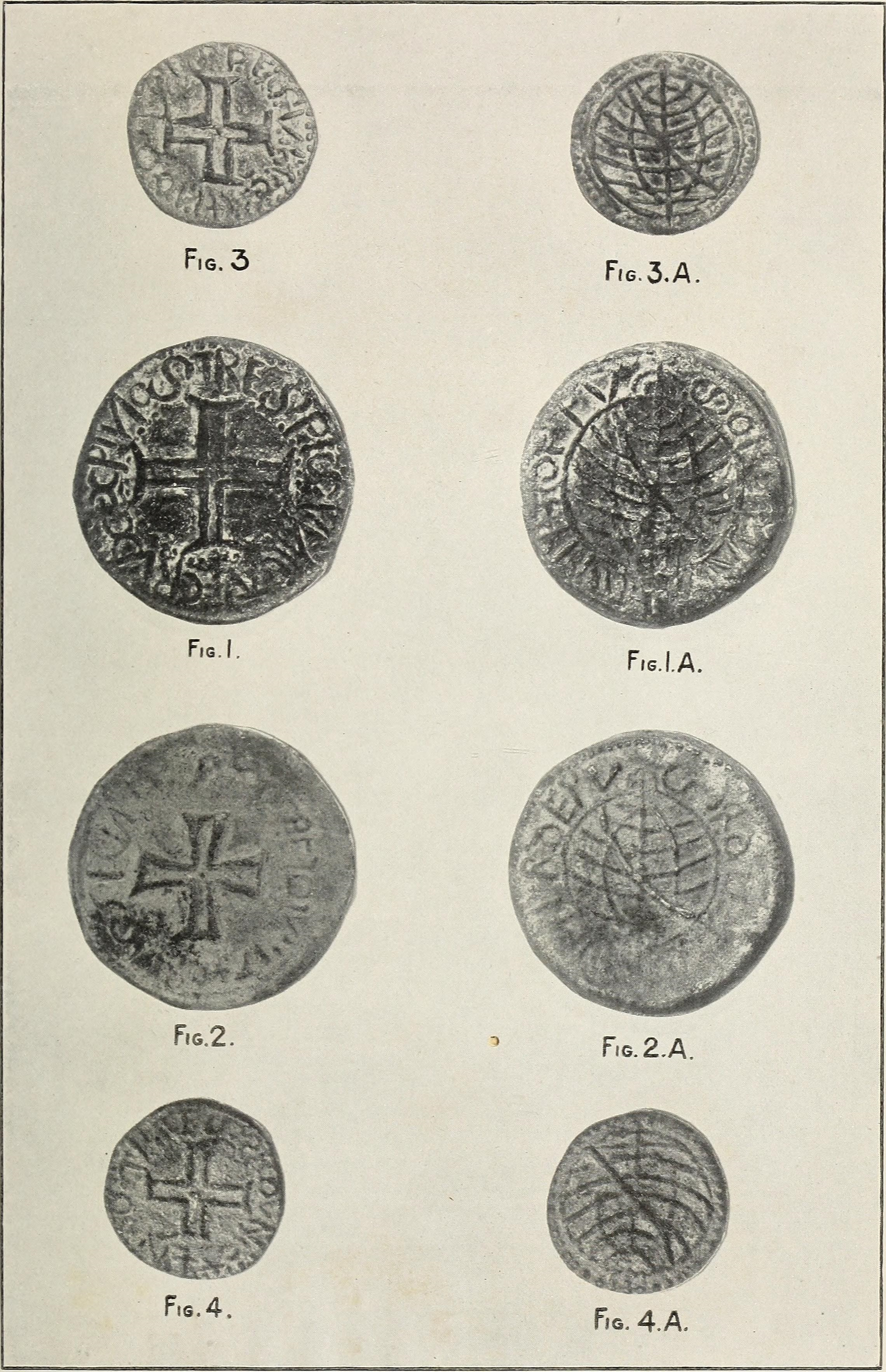
Олов'яні монети короля Мануела Португальської Малакки (1495—1521) і Жуана III (1521—1557) знайдених під час розкопок поблизу гирла річки Малакка в 1900 році.

Перший реал був введений Фернанду I близько 1380 року. Це була срібна монета і мали значення 120 дінейру. В часи короля Жуана I (1385—1433) гроші називалися білий реал (реал бранку). На початок правління короля Дуарта I у 1433 р. реал бранку стало основною грошовою одиницею в Португалії. З часів правління Мануеля I (1495—1521) назву спростили до «реал», що збігалося з переходом на карбування монет з міді.
У 1837 році для номіналів монети була прийнята десяткова система та перші банкноти, які випустив Банк Португалії у 1847 році. У 1854 р. Португалія прийняла золотий стандарт 1.000 реалів = 1,62585 грам дрібного золота. Цей стандарт зберігався до 1891 року.
Великі суми зазвичай виражалися як «міл-реал» («mil-réis»), що відповідає 1.000 реалам, термін, який часто зустрічається в португальській літературі XIX століття.
У 1911 році ескудо замінило справжнє зі реал по курсу 1 ескудо = 1.000 реалів.

## Див. також

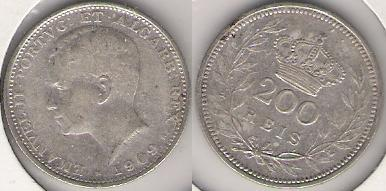
200 реалів, короля Мануеля II, 1909.